# Голубянка тебердинская
Голубянка тебердинская (лат. Aricia teberdina) — вид бабочек из семейства голубянки. Длина переднего крыла 12 — 15 мм.

## Этимология названия
Teberdina (топонимическое) — тебердинская, по названию типовой местности.

## Ареал и места обитания
Центральный Кавказ, Закавказье, Северный Иран, Северо-восточная Турция. Встречается на высоте от 1400 до 3000 (чаще всего 2300—2500) метров над уровнем моря. В России вид известен с северных склонов Центрального Кавказа: окрестности Теберды, Домбая, Приэльбрусье. Вид населяет альпийские и субальпийские луга, злаково-разнотравные склоны. Наиболее обычен вид по лугам с геранями (Geranium).

## Биология
За год развивается одно поколение. Время лёта наблюдается со второй декады июля по август. Бабочки питаются на цветках (лядвенце, клевере и горце). После спаривания самки откладывают яйца по-штучно или группами на различные части кормовых растений. Высота яйца 0,25-0,30 мм, форма дискообразная. Окраска яйца белая с зеленоватым оттенком, микропиле зелёного цвета. Стадия яйца длится 10-14 дней. Часть яиц зимует. Кормовые растения гусениц — различные виды герани (Geranium). Гусеница первого возраста светло-зеленая с мелкими темными пятнами, чёрной головой и длинными белыми щетинками. Для гусениц младшего возраста отмечен каннибализм. Гусеницы старших возрастов зеленого цвета с полосой тёмно-зелёного цвета вдоль спины, отграниченная белыми линиями. Покрыты короткими белыми волосками. Гусеницы старших возрастов питаются бутонами и листьями кормового растения. К концу своего развития достигают длины 11-13 мм. Перед окукливанием перестают питаться и прикрепляются снизу к листовой пластинке, где спустя два дня окукливаются. Куколка длиной 7-8 мм. Куколки самцов удлиненные, а у самок — коренастые, изумрудно-зелёного цвета, с тёмно-зелёной спинной полосой. Стадия куколки длится 8-10 дней.